# Морис (Луизијана)
Морис (енгл. Maurice) град је у америчкој савезној држави Луизијана.

## Демографија
По попису из 2010. године број становника је 964, што је 322 (50,2%) становника више него 2000. године.
| Група             | 2000.       | 2010.       |
| Белци             | 499 (77,7%) | 756 (78,4%) |
| Афроамериканци    | 126 (19,6%) | 129 (13,4%) |
| Азијати           | 5 (0,8%)    | 31 (3,2%)   |
| Хиспаноамериканци | 9 (1,4%)    | 36 (3,7%)   |
| Укупно            | 642         | 964         |